# Dicranomyia contradistincta
Dicranomyia contradistincta är en tvåvingeart som först beskrevs av Alexander 1936.  Dicranomyia contradistincta ingår i släktet Dicranomyia och familjen småharkrankar. Inga underarter finns listade i Catalogue of Life.